# کلیسای جامع مارسی
کلیسای جامع مارسی (انگلیسی: Marseille Cathedral) یک کلیسای جامع کاتولیک در شهر مارسی، فرانسه است. این کلیسا که در سال ۱۸۹۶ میلادی تاسیس شده دارای ۱۴۲ متر طول و یک گنبد به ارتفاع ۷۰ متر و ۳۰۰۰ نفر ظرفیت است.

## نگارخانه

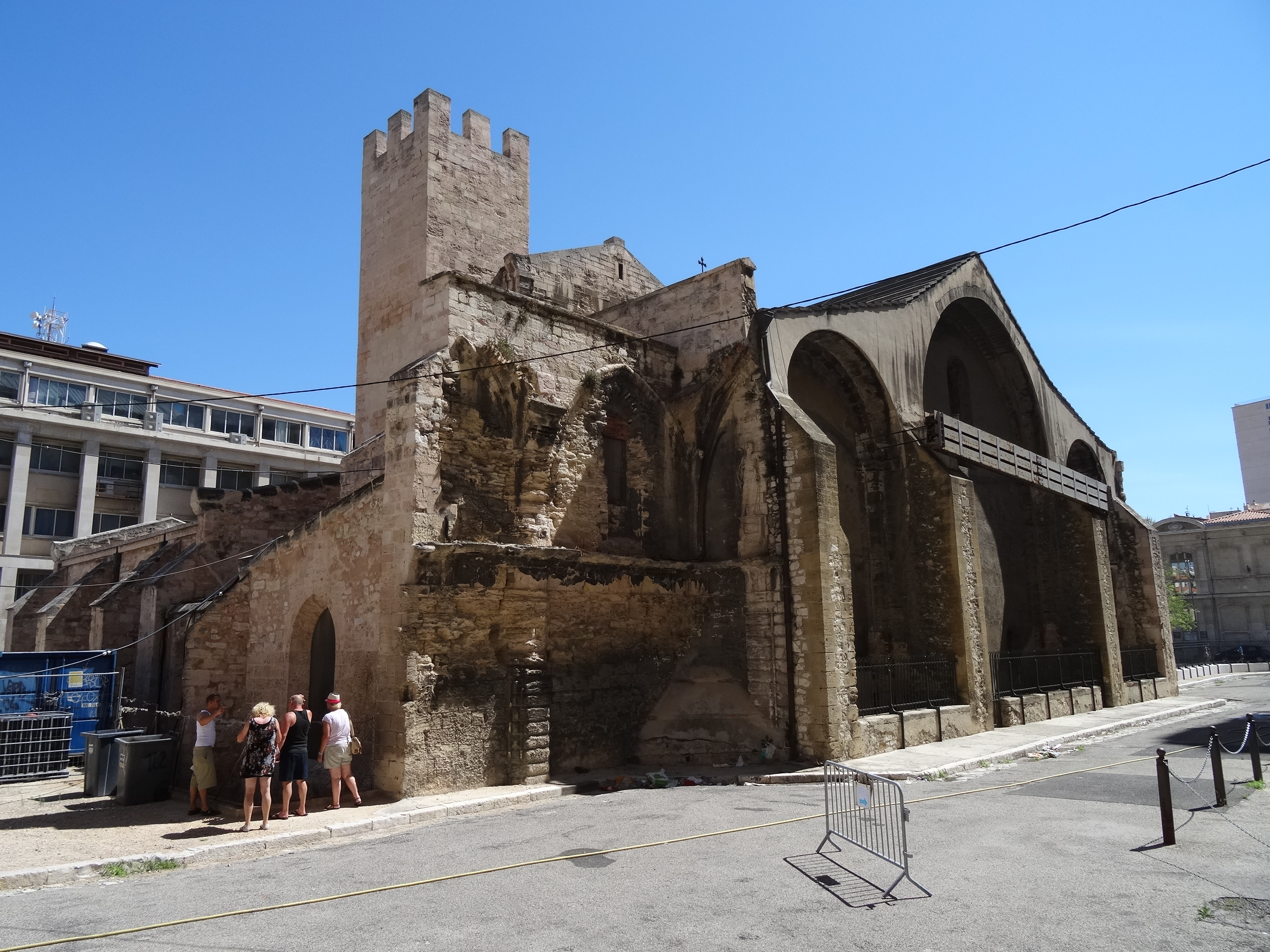
کلیسای قدیمی
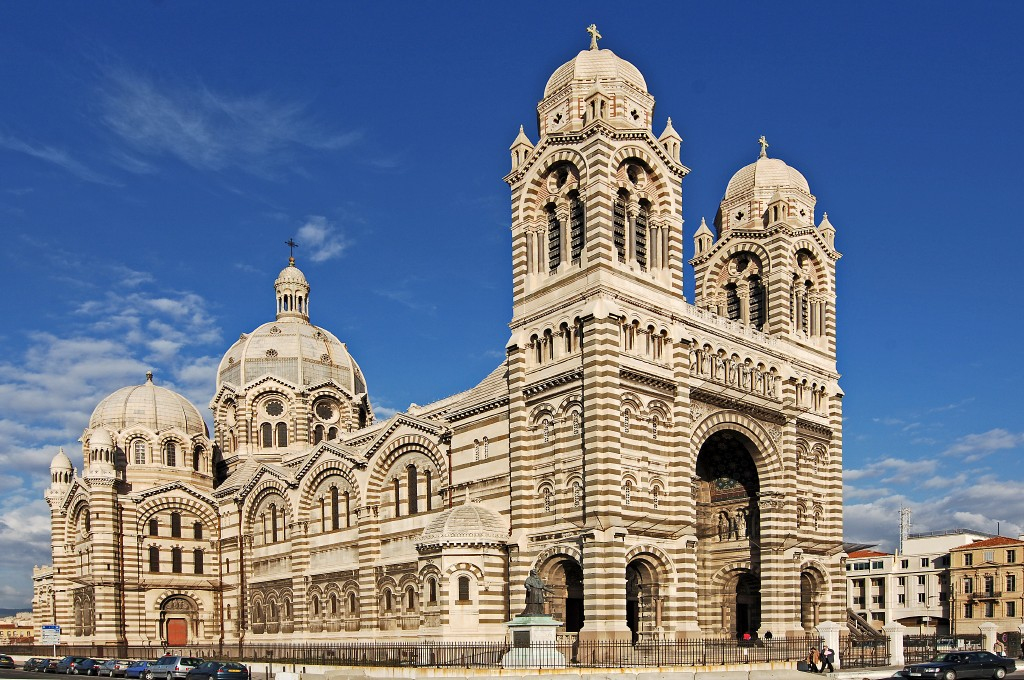
نمای بیرونی کلیسای جدید
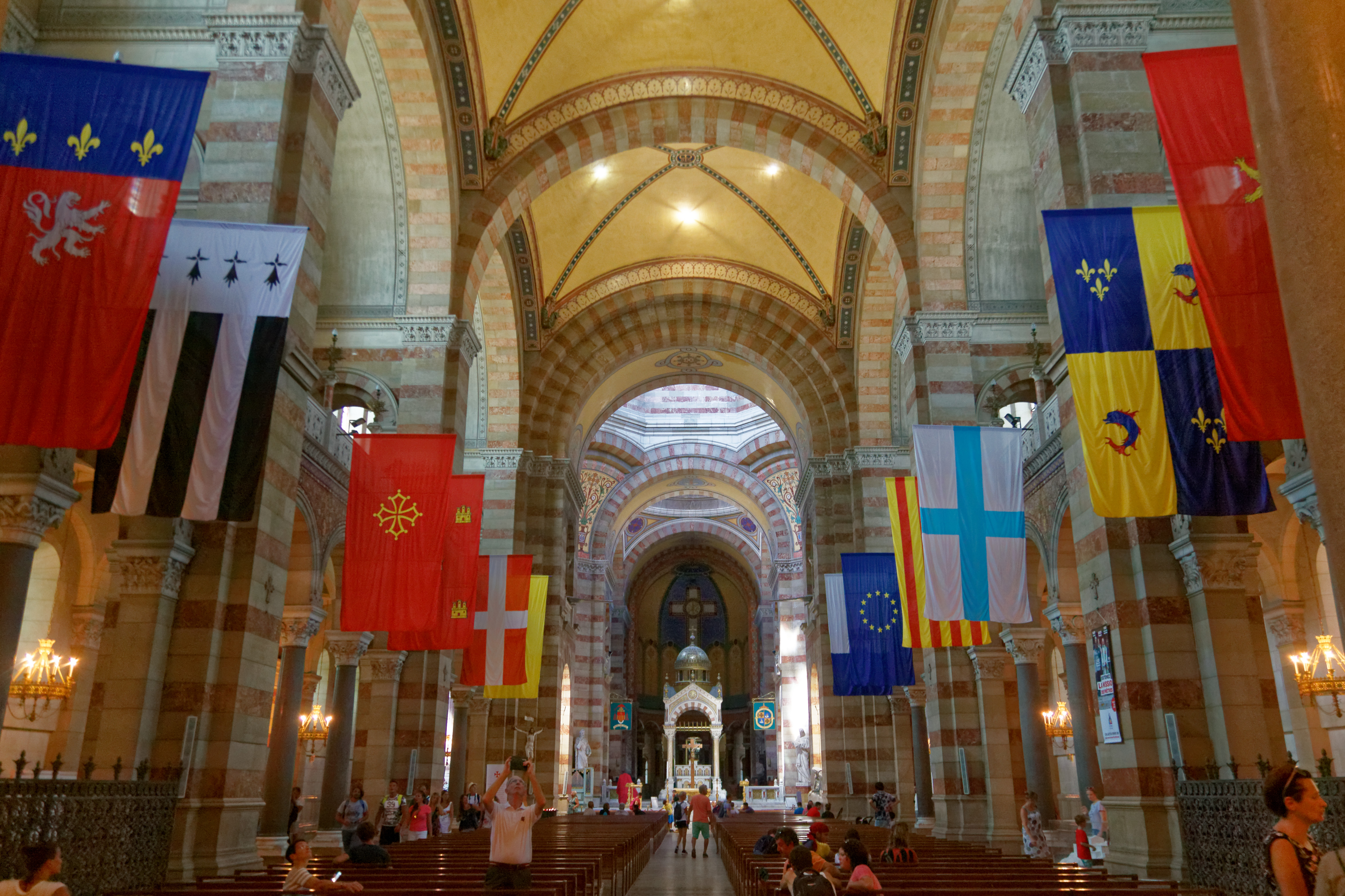
داخل کلیسای جدید
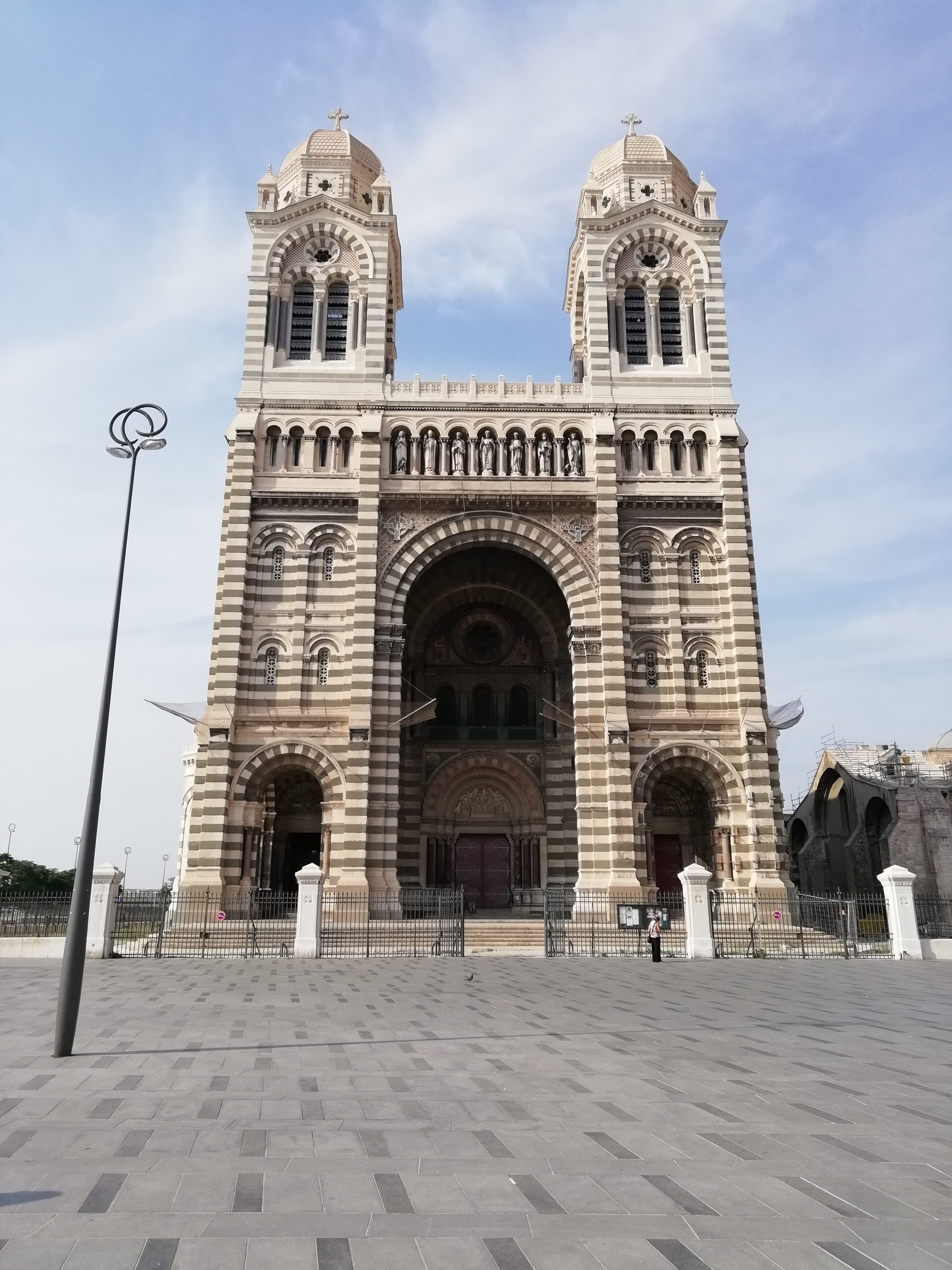
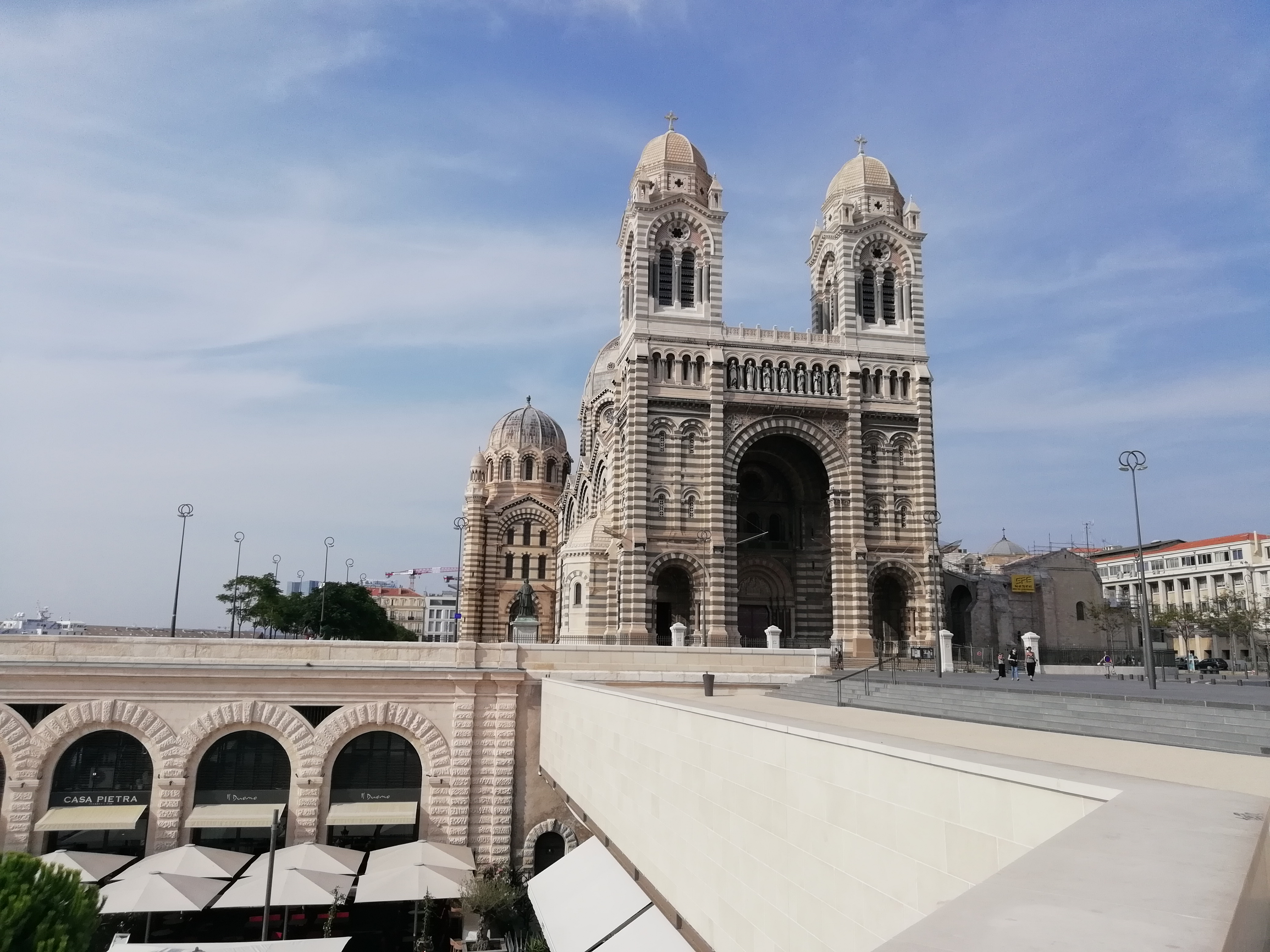